# 伊西卡·賈斯瓦
伊西卡·賈斯瓦（英語：Ishika Jaiswal，2003年7月28日—），印度裔美國人，美國女子羽毛球運動員。

## 簡歷

### 2021年
2021年11月，伊西卡·賈斯瓦在危地馬拉未來系列賽獲得女單亞軍、女雙季軍。同年12月，她與印度選手斯麗維迪亞·古拉扎達搭檔，在墨西哥國際賽奪得國際賽首冠，在薩爾瓦多國際賽獲得女單冠軍、女雙季軍、混雙亞軍。

### 2022年
2022年1月，伊西卡與斯麗維迪亞在奧里薩公開賽（Super 100）晉級四強。此後，本為美國公民的斯麗維迪亞為了參加奧運，改為代表美國參賽爭取奧運參賽資格，伊西卡、斯麗維迪亞自此成為固定搭檔，並在11月舉行的秘魯、墨西哥兩站國際賽闖入四強。

## 主要比賽成績
只列出曾進入準決賽的國際賽事成績：
| 年份   | 賽事                     | 公開賽級別 | 項目     | 拍檔                | 成績   |
| ------ | ------------------------ | ---------- | -------- | ------------------- | ------ |
| 2021年 | 危地馬拉羽毛球未來系列賽 | 未來系列賽 | 女子單打 | －                  | 亞軍   |
| 2021年 | 危地馬拉羽毛球未來系列賽 | 未來系列賽 | 女子雙打 | Nicole Frevold      | 準決賽 |
| 2021年 | 墨西哥羽毛球國際賽       | 國際系列賽 | 女子雙打 | 斯麗維迪亞·古拉扎達 | 冠軍   |
| 2021年 | 薩爾瓦多羽毛球國際賽     | 國際系列賽 | 女子單打 | －                  | 冠軍   |
| 2021年 | 薩爾瓦多羽毛球國際賽     | 國際系列賽 | 女子雙打 | 斯麗維迪亞·古拉扎達 | 準決賽 |
| 2021年 | 薩爾瓦多羽毛球國際賽     | 國際系列賽 | 混合雙打 | Kevin Shi           | 亞軍   |
| 2022年 | 奧里薩羽球公開賽         | 超級100賽  | 女子雙打 | 斯麗維迪亞·古拉扎達 | 準決賽 |
| 2022年 | 墨西哥羽毛球國際挑戰賽   | 國際挑戰賽 | 女子雙打 | Nicole Frevold      | 準決賽 |
| 2022年 | 秘魯羽毛球國際賽         | 國際挑戰賽 | 女子雙打 | 斯麗維迪亞·古拉扎達 | 準決賽 |
| 2022年 | 墨西哥羽毛球國際賽       | 國際系列賽 | 女子單打 | －                  | 準決賽 |
| 2022年 | 墨西哥羽毛球國際賽       | 國際系列賽 | 女子雙打 | 斯麗維迪亞·古拉扎達 | 準決賽 |
| 2023年 | 墨西哥羽毛球國際挑戰賽   | 國際挑戰賽 | 女子單打 | －                  | 準決賽 |
| 2023年 | 毛里裘斯羽毛球國際賽     | 國際系列賽 | 女子雙打 | 斯麗維迪亞·古拉扎達 | 亞軍   |
| 2023年 | 危地馬拉羽毛球國際挑戰賽 | 國際挑戰賽 | 女子單打 | －                  | 亞軍   |
| 2023年 | 危地馬拉羽毛球國際系列賽 | 國際系列賽 | 女子單打 | －                  | 冠軍   |
| 2023年 | 墨西哥羽毛球國際賽       | 國際系列賽 | 女子單打 | －                  | 亞軍   |
| 2024年 | 墨西哥羽毛球國際挑戰賽   | 國際挑戰賽 | 女子單打 | －                  | 冠軍   |
| 2024年 | 孟加拉羽毛球國際挑戰賽   | 國際挑戰賽 | 女子單打 | －                  | 準決賽 |
| 2024年 | 尼泊爾羽毛球國際挑戰賽   | 國際挑戰賽 | 女子單打 | －                  | 準決賽 |
| 2025年 | 烏干達羽毛球國際挑戰賽   | 國際挑戰賽 | 女子單打 | －                  | 冠軍   |
| 2025年 | 墨西哥羽毛球國際挑戰賽   | 國際挑戰賽 | 女子單打 | －                  | 準決賽 |

| 2018-2026年 | 總決賽 | 超級1000賽 | 超級750賽 | 超級500賽 | 超級300賽 | 超級100賽 | 國際挑戰賽 | 國際系列賽 | 未來系列賽 | 其他 |

## 外部連結
- 伊西卡·賈斯瓦在BWFBadminton.com（英语）
- 伊西卡·賈斯瓦在BWF.TournamentSoftware.com（英语）
- 伊西卡·賈斯瓦在Flashscore（英语）
- 伊西卡·賈斯瓦的Instagram帳戶